# Roccella Valdemone

Ubicació de Roccella Valdemone dins de la província

Roccella Valdemone (sicilià Rascidda Vaddemuni) és un municipi italià, dins de la ciutat metropolitana de Messina. L'any 2009 tenia 730 habitants. Limita amb els municipis de Castiglione di Sicilia (CT), Malvagna, Mojo Alcantara, Montalbano Elicona, Randazzo (CT) i Santa Domenica Vittoria.

## Administració
| Període | Identitat       | Partit        |
| ------- | --------------- | ------------- |
| 2007-   | Giuseppe Spartà | Llista cívica |